# Abbaye de Leffe du XIIIe au XVe siècle
L’abbaye de Leffe, dénommée plus exactement Abbaye Notre-Dame de Leffe est une abbaye toujours vivante en 2015, habitée par une communauté de chanoines prémontrés, appelés aussi norbertins. Elle est située à Leffe, un quartier de Dinant (Belgique), sur la rive droite de la Meuse.
Fondée en 1152, l'abbaye connait la prospérité, au cours du XIIIe siècle, à la suite du travail qui y est mené et grâce aux libéralités des seigneurs. Mais la réussite se grippe. L'abbaye doit faire face à la démission d'abbés, à la peste, aux inondations, subit des noyades, développe de la défiance vis-à-vis de l'abbaye-mère de Floreffe. En plus, au XVe siècle, Dinant s'étant révolté contre l'évêque Louis de Bourgogne, l'abbaye est victime de représailles (saccage, pillage et d'incendie) jusqu'à son abandon pendant six mois, les religieux étant emmenés contre leur gré par les troupes bourguignonnes.

## La prospérité
L'abbaye de Leffe suit naturellement la destinée commune à toute association religieuse. Une vie uniforme, peu coûteuse, un travail incessant aboutit à l'aisance entretenue par les libéralités des seigneurs qui ont saisi les avantages apportés par les ordres religieux pour introduire l’œuvre de défrichement et la civilisation. Ces libéralités sont assez souvent le prix rémunérateur des services que les chanoines rendent à tel lieu ou telle paroisse. En effet, déjà dans ces temps reculés, les prémontrés de Leffe desservent les cures de Saint-Georges à Leffe, de Saint-Médard à Dinant, de Waha, de Sart-en-Fagne, d'Awagne, de Jassogne et de Courrière. Les seigneurs établissent aussi des couvents dans leurs domaines ou dotent ceux qui y existent déjà. Ils y abritent leurs tombes et y fondent des messes. Peu d'entre eux meurent non sans avoir laissé des preuves de munificence et d'estime.
L'abbaye de Leffe voit donc insensiblement augmenter ses possessions et ses revenus. Au cours du XIIIe siècle, le domaine de l'abbaye de Leffe se constitue et s'agrandit par de nombreux dons ou achats : églises, villages, bois, dîmes, champs, et notamment des moulins. Ces moulins à eau sont très importants dans l'économie de l'abbaye. Ils permettent d'échapper à certaines taxes perçues par l'évêque de Liège sur les moulins à vent ou à bestiaux actionnant la meule.
Dans les abbayes de l’époque, il existe des serviteurs appelés "molendarii"' et même des "'échevins" des eaux des moulins. Cela nous prouve l'exploitation commune de ces moulins entre les religieux et les laïcs dans l’abbaye. Cette profession de "molendarlus" ou "'molinarlus" est courante à l'époque. Les moulins de l'abbaye fournissent ce dont elle a besoin, comme de la farine ou de l'huile. Ces moulins s'appellent alors des Stordoirs à écorce et à bière.

## Quelques difficultés
Wéric, premier abbé de Leffe en 1200, quitte cette abbaye, en 1208, pour l'abbaye de Floreffe, où son savoir et ses vertus l'ont fait rappeler par ses anciens confrères pour succéder à l’abbé Jean d’Auvelais. Il acquiert ainsi une certaine juridiction sur toutes les filiales de l'abbaye-mère de Floreffe...
Un grand nombre d’abbés vont lui succéder au cours du premier siècle d’existence de l’abbaye. Quatorze abbés en une centaine d’années représente une proportion trop importante pour être mise simplement sur le compte de la mort. Les fréquentes mentions quondam abbas rencontrées à leur sujet dans divers nécrologes semblent indiquer qu’un certain nombre d’abbés de cette période achèvent leur mandat par démission. Cette succession rapide laisse supposer une oscillation dans l’équilibre de la fondation, peut-être même quelques difficultés intérieures. 
Les abbés de Leffe sont pourtant tenus en grande considération. On les prend comme arbitre, pour apaiser les différents, lorsque les parties ne peuvent parvenir à s'entendre, ce qui devait avoir lieu fréquemment à cette époque du Moyen Âge où il y avait tant de droits divers, tant de sujets de litige. Toutefois, il ne reste que deux actes attestant leur intervention, l'un de 1212, l'autre de 1223.
En 1212, les bourgeois de Dinant contestent au Chapitre de l'église collégiale de cette ville, le droit de posséder une cave et de vendre du vin sans payer d'impôt. L'évêque de Liège, en étant informé, soumet l'affaire à l'abbé de Leffe qui l'examine sérieusement, selon le droit et les formes prescrites par l'Église. Il donne gain de cause au Chapitre de la collégiale et déboute les bourgeois de leurs prétentions.
En 1223, survient une seconde question litigieuse entre les deux mêmes parties. Il s'agit cette fois d'une revendication de dîme. Choisi de nouveau pour arbitre par le même évêque, avec l'assentiment des bourgeois et du Chapitre, l'abbé Jean décide que le Chapitre de Dinant est légitimement possesseur de la petite dîme de cette ville.
Par ailleurs, l’abbé est souvent obligé de voyager en raison de sa charge. Les statuts de l'Ordre prescrivent à tous ses abbés d'assister chaque année au Chapitre général à l’abbaye de Prémontré, pour un temps illimité, selon le plus ou moins d'importance des affaires à traiter. Il est normal que chacun y ait quelques commodités. C’est ce qui explique l'acquisition d'un pied-à-terre ou quartier, à Prémontré même, faite en 1296, par l'abbé de Leffe, conjointement avec l'abbé de Beaurepart, à Liège.

## Des malheurs à répétition
Le XVe siècle est réellement désastreux pour l'abbaye de Leffe. Au mois de septembre 1400, selon certains auteurs, une épidémie de peste lui enlève son abbé, Albéric de Pecheroux, et sept autres religieux. En 1408, l’abbé Wéric de Beaumont se démet sans autorisation. Le siège abbatial reste vacant un long moment et les religieux cherchent à se soustraire aux instructions de leur abbé-Père, le prélat de Floreffe. Le 7 août 1460, l'église de Leffe fut tellement dévastée par une forte et soudaine inondation qu'il n’en resta plus que les quatre murs. L'abbé du monastère, Jean Ghorin, fut noyé. Les autres religieux eurent beaucoup de peine à se sauver en se réfugiant dans la tour. Les dégâts occasionnés par l'inondation étaient à peine réparés, que l'abbaye eut à essuyer l'épreuve des représailles menées par les Bourguignons à la suite de la révolte de Dinant.

## La révolte de Dinant et les représailles bourguignonnes
En 1466, Dinant, qui s’est révoltée avec la population liégeoise contre l’évêque Louis de Bourgogne, est saccagée et brûlée par les armes de l’oncle de ce dernier, Philippe le Bon, duc de Bourgogne. L'abbaye de Leffe, touchant la ligne des fortifications extérieures de Dinant, le fils de Philippe le Bon, Charles le Téméraire, vient y prendre gîte et établir son quartier général, le 17 août 1466, lors de l'investissement de la ville par les armées de son père Philippe. La principale batterie des assiégeants est dressée juste à côté et c'est de là que l'on tire les premiers coups de canon qui permettent à l'armée bourguignonne de s'emparer le lendemain du faubourg de Leffe. La ville de Dinant doit se rendre le 23 août 1466. Elle est livrée au pillage, au sac et à l'incendie.
Dans son ouvrage Voyage de P. Bergeron ès Ardennes, Liège et Pays-Bas en 1619, l'auteur Pierre Bergeron nous indique ce qui s'est passé en 1462.
L'abbaye subit le sort de la ville. Elle est livrée au pillage, est dévastée, et voit son église, avec ses dépendances, incendiée et presque entièrement détruite. L'abbé Wauthier de Wespin et ses religieux sont emmenés captifs. Pendant une période de six mois, le monastère reste abandonné. Quand, après ce temps, les religieux sont remis en liberté, ils rentrent au monastère et ne retrouvent presque plus que des ruines. Le duc de Bourgogne a ordonné de saisir le trésor de l'abbaye et demande cent florins du Rhin pour la rançon de l’abbé et la restitution des joyaux. Il faut les emprunter.